# Кони Мейсън
Кони Мейсън (на английски: Connie Mason) е американска писателка на бестселъри в жанра любовен роман. Писала е и под псевдонима Кара Майлс (на английски: Cara Miles).

## Биография и творчество
Кони Мейсън е родена на 22 април 1930 г. в Мичиган, САЩ. След завършването си на 1 юли 1950 г. се омъжва за съпруга си Луис Мейсън. Отглежда децата си като домакиня. Съпругът ѝ е военен и тя пътува заедно се него. През 60-те години е в Манхайм, Германия. През 1970 г. се преместват в Бангкок. Много обича да чете, особено рамантика, и мечтата ѝ е да бъде писателка.
Когато трите ѝ деца порастват и започват да следват собствения си живот, Кони решава да опита да пише. Работи предимно сутрин. Първите пет ръкописа са на бележници или на пишеща машина. Започва да ги предлага на издателите, докато през 1980 г. издателство „Дорчестър“ се съгласява да издаде един от тях.
Първият ѝ исторически романс „Насила оженена“ е публикуван през 1984 г. и дава старт на писателската ѝ кариера.
Кони Мейсън е автор на повече от 60 исторически романса. През 1994 г. получава награда за цялостно творчество от списание „Romantic Times“ за своите романтични уестърни.
Кони Мейсън живее със съпруга си в Тарпън Спрингс, Флорида. Обича четенето, танците, играта на бридж и риболова. Тя е пътешественик и е посетила всички страни в Западна и Източна Европа, Гърция, Азия и Северна Африка, както и безброй острови в Средиземно море и на Карибите.

## Произведения

### Като Кони Мейсън

#### Самостоятелни романи
- Насила оженена, Tender Fury (1984)
- Ласки и насилие, Caress and Conquer (1986)
- My Lady Vixen (1987)
- Promised Splendor (1988)
- Екстаз в пустинята, Desert Ecstasy (1988)
- Wild Is My Heart (1989)
- Танцуващият дявол, Tempt the Devil (1990)
- Спазарената невеста, For Honor's Sake (1991)
- Лед и екстаз, Ice and Rapture (1992)
- Treasures of the Heart (1993)
- Лъвът, The Lion's Bride (1995)
- Taken by You (1996)
- Чисто удоволствие, Pure Temptation (1996)
- A Love to Cherish (1997)
- Обещай ми вечността, Promise Me Forever (1998)
- Господарят на мрака, Lord of the Night (1998)
- Страст и омраза, Surrender to the Fury (1998)
- Шейх, Sheik (1998)
- Пиратът, Pirate (1999)
- Викинг, Viking! (1999)
- Gunslinger (1999)
- Черният рицар, The Black Knight (1999)
- Господарят на драконите, The Dragon Lord (2001)
- Лъвското сърце, Lionheart (2002)
- The Laird of Stonehaven (2003)
- Пиратът принц, The Pirate Prince (2004)
- Обичай ме страстно, Love Me with Fury (2004)
- Циганският любовник, Gypsy Lover (2005)
- Честта на рицаря, A Knight's Honor (2005)
- Вкусът на рая, A Taste of Paradise (2006)
- Highland Warrior (2007)
- The Price of Pleasure (2007)
- Viking Warrior (2008)
- Lord of Devil Isle (2010)
- Sins of the Highlander (2010) – в съавторство с Миа Марлоу
- Lord of Fire and Ice (2012) – в съавторство с Миа Марлоу

#### Серия „Дръзка земя, дръзка любов“ (Bold Land, Bold Love)
- Дръзка любов, Bold Land, Bold Love (1989)
- Дива любов, Wild Land, Wild Love (1992)
- Смела любов, Brave Land, Brave Love (1992)

#### Серия „Отвъд хоризонта“ (Beyond the Horizon)
- Отвъд хоризонта, Beyond the Horizon (1990)
- Обещанието на Тъндър, A Promise of Thunder (1993)

#### Серия „Сълзи като дъжд“ (Tears Like Rain)
- Tears Like Rain (1994)
- Wind Rider (1994)
- Sierra (1995)

#### Серия „Дилейни“ (Delaney)
1. To Love a Stranger (1997)
2. Да укротиш вятъра, To Tame a Renegade (1998)
3. Дивачката, To Tempt a Rogue (1999)

#### Серия „Пламък“ (Flame)
1. Пламък, Flame (1997)
2. Жената на разбойника, Shadow Walker (1997)

#### Серия „Разбойници“ (Outlaws)
1. Rafe (2000)
2. Jess (2000)
3. Sam (2001)

#### Серия „Вкусът на греха“ (Taste of Sin)
1. Вкусът на греха, A Taste of Sin (2000)
2. A Breath of Scandal (2001)
3. A Touch So Wicked (2002)

#### Серия „Женкари“ (Rogue)
1. Женкарят и разбойничката, The Rogue and the Hellion (2002)
2. Съблазнена от един женкар, Seduced by a Rogue (2003)
3. Последният женкар, The Last Rogue (2004)

#### Серия „Кралски гребла“ (Royal Rakes) – в съавторство сМиа Марлоу
1. Waking Up With a Rake (2013)
2. One Night with a Rake (2013)
3. Between a Rake and a Hard Place (2014)

#### Сборници
- „The Greatest Gift of All“ в A Frontier Christmas (1992) – с участието на Маделин Бейкър, Робин Лий Хачър и Нора Хес
- „A Child Is Born“ в An Old-Fashioned Southern Christmas (1994) – с участието на Лий Грийнууд, Нел Макфадър и Сюзън Танър
- „Promise me Pleasure“ в Swept Away (1998) – с участието на Мерилин Кембъл, Морийн Каудил и Теа Дивайн
- „Christmas Star“ в A Wilderness Christmas (1993) – с участието на Маделин Бейкър, Елизабет Чадуик и Нора Хес

### Като Кара Майлс

#### Самостоятелни романи
- Love Me With Fury (1991)
- Promise Me Forever (1992)
- Surrender to the Fury (1992)
- Lord of the Night (1993)